# Brucina
La brucina, es un alcaloide de la nuez vómica (Strychnos nux-vomica) y de las habas de san Ignacio (S. ignatii). La brucina es una neurotoxina muy potente, la dosis letal para la rata es 1 mg/kg de peso. Los efectos son parecidos a los de estricnina pero de menor intensidad (Mays 1887), la exposición es peligrosa no solo por deglución, sino también por inhalación y contacto con la piel.
La presencia de estricnina y brucina, 1,0-1,4%, en la semillas maduras de un remedio herbolario, maqianzi, empleado en Asia aun detoxicado provoca intoxicación. La aparición de los síntomas debido tanto a estricnina como brucina comienza a los 15 a 30 minutos.
La brucina es un modulador alostérico en receptores M(1) muscarínicos.
Fue descubierta en 1819 conjuntamente por Joseph Bienaimé Caventou y Pierre Joseph Pelletier, que ya habían descubierto la estricnina. La brucina se encuentra en forma de nitrato en las aguas madre de la preparación de la estricnina, es suficiente entonces con hacerla precipitar con amoníaco.

## Miscelánea
«Bien —replicó Montecristo— suponga, que, es el veneno brucina, y fuera a tomar un miligramo el primer día, dos miligramos el segundo, y así...».

Muy venenoso.

## Enlace
- Wikisource contiene obras originales de o sobre Brucina.